# 13 Voices
13 Voices è il sesto album in studio del gruppo musicale canadese Sum 41, pubblicato il 7 ottobre 2016 dalla Hopeless Records.
Il disco segna il ritorno nella band di Dave Baksh, uscito dalla formazione nel 2006, ed è il primo con il batterista Frank Zummo e il chitarrista Tom Thacker, ufficialmente nei Sum 41 dal 2011, anno in cui era stato pubblicato il precedente album di inediti, Screaming Bloody Murder.
L'album, distribuito in Europa da Rude Records, è stato certificato doppio disco d'oro dalla Independent Music Companies Association.

## Tracce
Testi e musiche di Deryck Whibley, eccetto dove indicato.
1. A Murder of Crows – 3:04
2. Goddamn I'm Dead Again – 3:22
3. Fake My Own Death – 3:14
4. Breaking the Chain – 4:03 (Whibley, Mike Green)
5. There Will Be Blood – 3:29 (Whibley, David Zonshine, Street Drum Corps)
6. 13 Voices – 4:32
7. War – 3:29 (Whibley, Green)
8. God Save Us All (Death to POP) – 3:53
9. The Fall and the Rise – 3:09
10. Twisted by Design – 5:28 (Whybley, Matt Squire)

Tracce bonus nell'edizione deluxe
1. Better Days – 2:15
2. Black Eyes – 3:14
3. War (Acoustic) – 3:43 (Whibley, Green)
4. Breaking the Chain (Acoustic) – 3:48 (Whibley, Green)

Tracce bonus nell'edizione giapponese
1. War (feat. Taka of One Ok Rock) – 3:29 (Whibley, Green)
2. Better Days – 2:15
3. Black Eyes – 3:14
4. War (Acoustic) – 3:43 (Whibley, Green)
5. Breaking the Chain (Acoustic) – 3:48 (Whibley, Green)
6. Radio Radio (Elvis Costello Cover) – 2:52 (Elvis Costello)

## Formazione
Sum 41
- Deryck Whibley – voce, chitarra ritmica, pianoforte, tastiera
- Dave Baksh – chitarra solista, cori
- Tom Thacker – chitarra solista e ritmica, cori
- Cone McCaslin – basso, cori
- Frank Zummo – batteria, percussioni, cori

Produzione
- Deryck Whibley – produzione, ingegneria del suono
- Tom Lord-Alge – missaggio
- Jimmy Pfann – ingegneria del suono (assistente)
- William Delaney – ingegneria del suono (assistente)
- Andy Ford – ingegneria del suono (assistente)
- Michael Freeman – ingegneria del suono (assistente)
- Tyler Shields – ingegneria del suono (assistente)
- Dan Moyse – tecnico percussioni
- Ted Jensen – mastering

## Classifiche
| Classifica (2016)           | Posizione massima |
| --------------------------- | ----------------- |
| Australia                   | 13                |
| Austria                     | 13                |
| Belgio (Fiandre)            | 38                |
| Belgio (Vallonia)           | 37                |
| Canada                      | 6                 |
| Francia                     | 59                |
| Germania                    | 9                 |
| Giappone                    | 17                |
| Italia                      | 18                |
| Nuova Zelanda (heatseekers) | 7                 |
| Paesi Bassi                 | 69                |
| Regno Unito                 | 16                |
| Spagna                      | 49                |
| Stati Uniti                 | 22                |
| Stati Uniti (alternative)   | 6                 |
| Stati Uniti (digital)       | 14                |
| Stati Uniti (independent)   | 5                 |
| Stati Uniti (rock)          | 7                 |
| Svizzera                    | 14                |